# Damã
Damã (em árabe: الدمّام‎; romaniz.: ad-Dammām) é uma cidade da Arábia Saudita da região Oriental. Segundo censo de 2010, havia 903 312 habitantes.